# Centrorhynchus madagascariensis
Centrorhynchus madagascariensis är en hakmaskart som först beskrevs av Yves-Jean Golvan 1957.  Centrorhynchus madagascariensis ingår i släktet Centrorhynchus och familjen Centrorhynchidae. Inga underarter finns listade i Catalogue of Life.